# Miri Yū
Miri Yū (유미리?, 柳美里?, Yū MiriLR; Yokohama, 22 giugno 1968) è una scrittrice sudcoreana, nata e residente in Giappone.

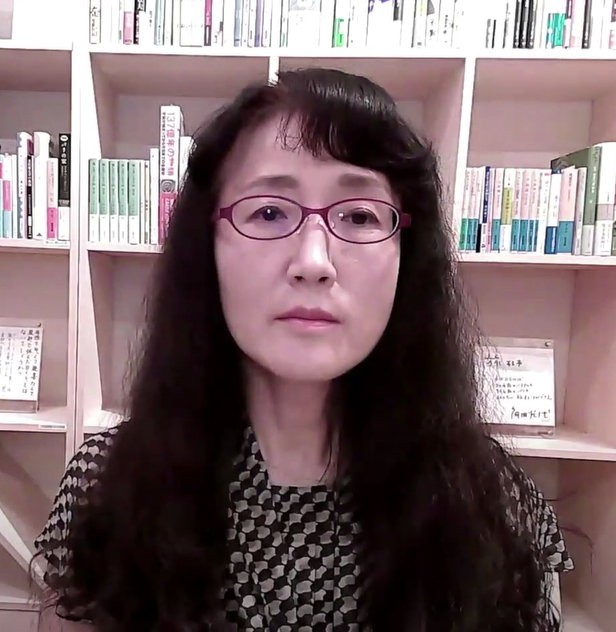
Miri Yu

Autrice di romanzi e di saggi, scrive le sue opere in giapponese, la sua lingua madre.
Yū è nata da genitori coreani a Tsuchiura, nella prefettura di Ibaraki, in Giappone; dopo aver abbandonato gli studi liceali è entrata nell'associazione teatrale dei Tokyo Kid Brothers (東京キッドブラザース), dove ha lavorato come attrice e assistente. Nel 1986 ha fondato la compagnia Seishun Gogetsudō (青春五月堂); la sua prima commedia risale al 1991.
All'inizio degli anni 1990 risalgono i primi esperimenti nel campo della prosa; fra i suoi romanzi principali si ricordano Furu Hausu (フルハウス, "Casa piena", 1996); Kazoku Shinema (家族シネマ, pubblicato in Italia come "Scene di famiglia", 1997), che le valse il prestigioso Premio Akutagawa; Gōrudo Rasshu (ゴールドラッシュ, pubblicato in Italia come "Oro rapace", 1998); Hachi-gatsu no Hate (8月の果て, "La fine di agosto", 2004).
Yū si è inoltre resa autrice di una dozzina di saggi e memorie; dal suo libro di memorie Inochi (命, "Vita") è stato tratto un film, peraltro intitolato proprio Inochi.
Il primo romanzo di Yū, un'opera parzialmente autobiografica dal titolo Ishi ni Oyogu Sakana (石に泳ぐ魚, "Il pesce che nuota nella pietra"), pubblicato nel settembre 1994 sulla rivista letteraria giapponese Shinchō, fu protagonista di una controversia legale ed etica. La persona cui l'autrice si era ispirata per costruire uno dei personaggi principali del romanzo, peraltro indirettamente citata anche nel titolo, decise di aprire un contenzioso legale, non apprezzando la propria immagine nel libro; ne seguì un contenzioso legale che portò al blocco della pubblicazione dell'opera sotto forma di libro e al ritiro di alcune copie della rivista letteraria cui risaliva la prima pubblicazione. Una versione riveduta e corretta del racconto è stata infine pubblicata nel 2002.
Yū vive a Kamakura con il suo unico figlio.

## Opere tradotte in italiano
- Scene di famiglia (Kazoku Shinema, 1997), Venezia, Marsilio, 2001 traduzione di Michela Morresi ISBN 88-317-7120-5.
- Oro rapace (Gōrudo Rasshu, 1998), Milano, Feltrinelli, 2001 traduzione di Mimma De Petra ISBN 88-07-70131-6.
- Il paese dei suicidi (Jisatsu no kuni, 2012), Roma, Atmosphere Libri, 2020, traduzione di Laura Solimando, ISBN 978-88-65-64-321-1.
- Tokyo. Stazione Ueno, Soliera, 21lettere, 2021, ISBN 9788831441179.

- Dopo la pioggia e i sogni (Ame to yume no ato ni, 2005), Roma, Atmosphere Libri, 2022, traduzione di Laura Solimando, ISBN 978-88-65-64-390-7.
- La casa del gatto (Neko no ouchi, 2016), Roma, Atmosphere Libri, 2024, traduzione di Laura Solimando, ISBN 978-88-65-64-440-9.